# Fuel for Life Tour
Fuel for Life Tour —en español: Gira combustible para la vida— es la décima quinta gira mundial de conciertos de la banda británica de heavy metal Judas Priest en promoción al álbum Turbo de 1986. Comenzó el 2 de mayo de 1986 en el Tingley Coliseum de Albuquerque en los Estados Unidos y culminó el 16 de diciembre del mismo año en el Neal S. Blaisdell Concert Hall de Honolulu en Hawái.

## Antecedentes
Su principal característica era el enorme tamaño del escenario que incluía dos niveles y seis tubos en la parte posterior. Sin embargo su principal atracción era un gigante robot que se ubicaba detrás de la batería de Dave Holland y que surgía de la plataforma baja hasta la alta. Además sus brazos se podían mover para alzar a Rob Halford mientras se iniciaba el tema «Electric Eye» y también para levantar a Glenn Tipton y K.K. Downing cuando terminaba «The Green Manalishi (With the Two Pronged Crown)». Aun así Ian Hill en una entrevista para Hardradio en diciembre de 2003, afirmó que el robot tenía algunos problemas técnicos ya que en ocasiones sus brazos no bajaban coordinadamente dejando a uno de los guitarristas arriba y también la pirotecnia que poseía cuando él subía no funcionaba.
Por su parte contaron con varios artistas como teloneros entre ellos a Raven y Dokken durante los primeros conciertos por los Estados Unidos, a Bon Jovi por Canadá, a Krokus durante la segunda parte por Estados Unidos y a los alemanes Warlock por las presentaciones europeas. También la banda estadounidense Metallica iba a sumarse a la gira en territorio europeo, pero finalmente esto no fue posible.

## Grabaciones
Al igual que en sus anteriores giras existen algunas grabaciones no oficiales denominadas bootlegs. Sin embargo durante las presentaciones dadas el 20 de junio en Atlanta y el 27 de junio en Dallas se grabó el segundo álbum en vivo, Priest...Live!, que se publicó en 1987 tanto en formato disco compacto como en VHS. Cabe señalar que dicha grabación audiovisual se remasterizó y se incluyó en el DVD Electric Eye de 2003.

## Lista de canciones
Para dar mayor cabida a la promoción del disco interpretaron siete de sus nueve canciones, dejando afuera a «Reckless» y «Wild Nights, Hot & Crazy Days», pero a medida que avanzaba la gira «Hot for Love» se dejó de tocar. Además y como dato por primera vez desde la publicación de Sin After Sin (1977) no incluyeron en el listado de canciones a «Sinner». A continuación el setlist tocado en Dallas el 27 de junio de 1986.
1. «Out in the Cold»
2. «Locked In»
3. «Heading Out to the Highway»
4. «Metal Gods»
5. «Breaking the Law»
6. «Love Bites»
7. «Some Heads Are Gonna Roll»
8. «The Sentinel»
9. «Private Property»
10. «Desert Plains»
11. «Rock You All Around the World»
12. «The Hellion/Electric Eye»
13. «Turbo Lover»
14. «Parental Guidance»
15. «Freewheel Burning»
16. «Victim of Changes»
17. «The Green Manalishi (With the Two Pronged Crown)»
18. «Living After Midnight»
19. «You've Got Another Thing Comin'»
20. «Hell Bent for Leather»

## Fechas
| Fecha            | País                | Ciudad                | Recinto                              | Teloneros                                                                                   |
| Norteamérica     | Norteamérica        | Norteamérica          | Norteamérica                         | Norteamérica                                                                                |
| ---------------- | ------------------- | --------------------- | ------------------------------------ | ------------------------------------------------------------------------------------------- |
| 2 de mayo        | Estados Unidos      | Albuquerque           | Tingley Coliseum                     | Raven                                                                                       |
| 4 de mayo        | Estados Unidos      | Denver                | Denver Coliseum                      | Raven                                                                                       |
| 8 de mayo        | Estados Unidos      | Chandler              | Compton Terrace                      | Raven                                                                                       |
| 9 de mayo        | Estados Unidos      | Irvine                | Irvine Meadows                       | Raven                                                                                       |
| 10 de mayo       | Estados Unidos      | San Diego             | San Diego Sports Arena               | Raven                                                                                       |
| 11 de mayo       | Estados Unidos      | Los Ángeles           | Los Angeles Memorial Sports Arena    | Dokken                                                                                      |
| 12 de mayo       | Estados Unidos      | Los Ángeles           | Los Angeles Memorial Sports Arena    | Dokken                                                                                      |
| 14 de mayo       | Estados Unidos      | Fresno                | Selland Arena                        | Dokken                                                                                      |
| 15 de mayo       | Estados Unidos      | Oakland               | Oakland-Alameda County Arena         | Dokken                                                                                      |
| 16 de mayo       | Estados Unidos      | Sacramento            | Cal Expo Amphitheatre                | Dokken y Raven                                                                              |
| 18 de mayo       | Estados Unidos      | Tacoma                | Tacoma Dome                          | Dokken                                                                                      |
| 22 de mayo       | Estados Unidos      | Kansas City           | Kemper Arena                         | Dokken                                                                                      |
| 23 de mayo       | Estados Unidos      | Saint Louis           | Kiel Auditorium                      | Dokken                                                                                      |
| 24 de mayo       | Estados Unidos      | Rosemont              | Rosemont Horizon                     | Dokken                                                                                      |
| 25 de mayo       | Estados Unidos      | Saint Paul            | Saint Paul Civic Center              | Dokken                                                                                      |
| 26 de mayo       | Estados Unidos      | Des Moines            | State Fairgrounds, Iowa Jam '86      | junto a Dokken, Aerosmith, Metallica, Ozzy Osbourne, Armored Saint, King Kobra y Ted Nugent |
| 28 de mayo       | Estados Unidos      | Detroit               | Cobo Arena                           | Dokken                                                                                      |
| 29 de mayo       | Estados Unidos      | Dayton                | Hara Arena                           | Dokken                                                                                      |
| 30 de mayo       | Estados Unidos      | Richfield             | Richfield Coliseum                   | Dokken                                                                                      |
| 31 de mayo       | Estados Unidos      | Landover              | Capital Centre                       | Dokken                                                                                      |
| 1 de junio       | Estados Unidos      | Filadelfia            | The Spectrum                         | Dokken                                                                                      |
| 4 de junio       | Estados Unidos      | Providence            | Providence Civic Center              | Dokken                                                                                      |
| 5 de junio       | Estados Unidos      | Worcester             | The Centrum                          | Dokken                                                                                      |
| 6 de junio       | Estados Unidos      | East Rutherford       | Brendan Byrne Arena                  | Dokken                                                                                      |
| 7 de junio       | Estados Unidos      | New Haven             | New Haven Coliseum                   | Dokken                                                                                      |
| 9 de junio       | Estados Unidos      | Uniondale             | Nassau Veterans Memorial Coliseum    | Dokken                                                                                      |
| 10 de junio      | Estados Unidos      | Rochester             | Rochester Community War Memorial     | Dokken                                                                                      |
| 12 de junio      | Estados Unidos      | Hampton               | Hampton Coliseum                     | Dokken                                                                                      |
| 13 de junio      | Estados Unidos      | Richmond              | Richmond Coliseum                    | Dokken                                                                                      |
| 14 de junio      | Estados Unidos      | Charlotte             | Charlotte Coliseum                   | Dokken                                                                                      |
| 17 de junio      | Estados Unidos      | Lakeland              | Civic Center                         | Dokken                                                                                      |
| 18 de junio      | Estados Unidos      | Hollywood             | Hollywood Sportatorium               | Dokken                                                                                      |
| 20 de junio      | Estados Unidos      | Atlanta               | The Omni                             | Dokken                                                                                      |
| 21 de junio      | Estados Unidos      | Houston               | The Summit                           | Dokken                                                                                      |
| 22 de junio      | Estados Unidos      | Austin                | Frank Erwin Center                   | Dokken                                                                                      |
| 23 de junio      | Estados Unidos      | San Antonio           | HemisFair Arena                      | Dokken                                                                                      |
| 25 de junio      | Estados Unidos      | El Paso               | El Paso County Coliseum              | Dokken                                                                                      |
| 27 de junio      | Estados Unidos      | Dallas                | Reunion Arena                        | Dokken                                                                                      |
| 28 de junio      | Estados Unidos      | Norman                | Lloyd Noble Center                   | Dokken                                                                                      |
| 14 de julio      | Canadá              | Vancouver             | Coliseo del Pacífico                 | Bon Jovi                                                                                    |
| 16 de julio      | Canadá              | Calgary               | Max Bell Centre                      | Bon Jovi                                                                                    |
| 17 de julio      | Canadá              | Edmonton              | Northlands Coliseum                  | Bon Jovi                                                                                    |
| 19 de julio      | Canadá              | Winnipeg              | Winnipeg Arena                       | Bon Jovi                                                                                    |
| 22 de julio      | Canadá              | Toronto               | Maple Leaf Gardens                   | Bon Jovi                                                                                    |
| 23 de julio      | Canadá              | Montreal              | Forum de Montreal                    | Bon Jovi                                                                                    |
| 24 de julio      | Canadá              | Quebec                | Colisée de Quebec                    | Bon Jovi                                                                                    |
| 25 de julio      | Canadá              | Ottawa                | Ottawa Civic Centre                  | Bon Jovi                                                                                    |
| 27 de julio      | Estados Unidos      | Búfalo                | Memorial Auditorium                  | Krokus                                                                                      |
| 29 de julio      | Estados Unidos      | Troy                  | RPI Field House                      | Krokus                                                                                      |
| 31 de julio      | Estados Unidos      | Portland              | Cumberland County Civic Center       | Krokus                                                                                      |
| 3 de agosto      | Estados Unidos      | Toledo                | Toledo Sports Arena                  | Krokus                                                                                      |
| 5 de agosto      | Estados Unidos      | Pittsburgh            | Civic Center                         | Krokus                                                                                      |
| 6 de agosto      | Estados Unidos      | Cincinnati            | Cincinnati Gardens                   | Krokus                                                                                      |
| 8 de agosto      | Estados Unidos      | Saginaw               | Saginaw Civic Center                 | Krokus                                                                                      |
| 9 de agosto      | Estados Unidos      | Detroit               | Joe Louis Arena                      | Krokus                                                                                      |
| 10 de agosto     | Estados Unidos      | Hoffman Estates       | Poplar Creek Music Theater           | Krokus                                                                                      |
| 12 de agosto     | Estados Unidos      | Indianápolis          | Market Square Arena                  | Krokus                                                                                      |
| 14 de agosto     | Estados Unidos      | Green Bay             | Brown County Arena                   | Krokus                                                                                      |
| 15 de agosto     | Estados Unidos      | East Troy             | Alpine Valley Music Theatre          | Krokus                                                                                      |
| 16 de agosto     | Estados Unidos      | Cedar Rapids          | Five Seasons Center                  | Krokus                                                                                      |
| 17 de agosto     | Estados Unidos      | Peoria                | Peoria Civic Center                  | Krokus                                                                                      |
| 19 de agosto     | Estados Unidos      | Valley Center         | Kansas Coliseum                      | Krokus                                                                                      |
| 21 de agosto     | Estados Unidos      | Evansville            | Roberts Municipal Stadium            | Krokus                                                                                      |
| 22 de agosto     | Estados Unidos      | Nashville             | Starwood Amphitheatre                | Krokus                                                                                      |
| 27 de agosto     | Estados Unidos      | Baltimore             | Baltimore Civic Center               | Krokus                                                                                      |
| 29 de agosto     | Estados Unidos      | East Rutherford       | Brendan Byrne Arena                  | Krokus                                                                                      |
| 31 de agosto     | Canadá              | Toronto               | CNE Grandstand                       | Loudness                                                                                    |
| Europa           |                     |                       |                                      |                                                                                             |
| 28 de septiembre | Países Bajos        | Zwolle                | IJsselhallen                         | Warlock                                                                                     |
| 30 de septiembre | Alemania Occidental | Offenbach del Meno    | Stadthalle                           | Warlock                                                                                     |
| 1 de octubre     | Alemania Occidental | Offenbach del Meno    | Stadthalle                           | Warlock                                                                                     |
| 2 de octubre     | Alemania Occidental | Stuttgart             | Sporthalle                           | Warlock                                                                                     |
| 3 de octubre     | Alemania Occidental | Würzburg              | Carl-Diem-Halle                      | Warlock                                                                                     |
| 4 de octubre     | Suiza               | Winterthur            | Eulachhalle                          | Warlock                                                                                     |
| 5 de octubre     | Alemania Occidental | Múnich                | Olympiahalle                         | Warlock                                                                                     |
| 8 de octubre     | España              | Madrid                | Palacio de Deportes                  | Warlock                                                                                     |
| 9 de octubre     | España              | Madrid                | Palacio de Deportes                  | Warlock                                                                                     |
| 11 de octubre    | España              | San Sebastián         | Velódromo de Anoeta                  | Warlock                                                                                     |
| 13 de octubre    | España              | Barcelona             | Palacio de los Deportes de Barcelona | Warlock                                                                                     |
| 15 de octubre    | Alemania Occidental | Ludwigshafen am Rhein | Friedrich-Ebert-Halle                | Warlock                                                                                     |
| 16 de octubre    | Alemania Occidental | Saarbrücken           | Saarlandhalle                        | Warlock                                                                                     |
| 17 de octubre    | Alemania Occidental | Essen                 | Grugahalle                           | Warlock                                                                                     |
| 18 de octubre    | Bélgica             | Bruselas              | Vorst Nationaal                      | Warlock                                                                                     |
| 20 de octubre    | Francia             | París                 | Le Zénith                            | Warlock                                                                                     |
| 22 de octubre    | Alemania            | Hannover              | Eilenriedehalle                      | Warlock                                                                                     |
| 23 de octubre    | Dinamarca           | Copenhague            | Falconer Salen                       | Warlock                                                                                     |
| 24 de octubre    | Suecia              | Estocolmo             | Johanneshov Stadium                  | Warlock                                                                                     |
| 25 de octubre    | Suecia              | Gotemburgo            | Frölundaborg                         | Warlock                                                                                     |
| 27 de octubre    | Noruega             | Drammen               | Drammenshallen                       | Warlock                                                                                     |
| 29 de octubre    | Finlandia           | Helsinki              | Jäähalli                             | Warlock                                                                                     |
| Asia             |                     |                       |                                      |                                                                                             |
| 3 de diciembre   | Japón               | Yokohama              | Bunka Gymnasium                      |                                                                                             |
| 4 de diciembre   | Japón               | Tokio                 | Nippon Budokan                       |                                                                                             |
| 6 de diciembre   | Japón               | Nagoya                | Nagoya-Shi Kokaido                   |                                                                                             |
| 8 de diciembre   | Japón               | Osaka                 | Festival Hall                        |                                                                                             |
| 10 de diciembre  | Japón               | Osaka                 | Festival Hall                        |                                                                                             |
| 11 de diciembre  | Japón               | Fukuoka               | Sun Palace                           |                                                                                             |
| Norteamérica II  |                     |                       |                                      |                                                                                             |
| 16 de diciembre  | Estados Unidos      | Honolulu              | Neal S. Blaisdell Concert Hall       |                                                                                             |

## Músicos
- Rob Halford: voz
- K.K. Downing: guitarra eléctrica y coros
- Glenn Tipton: guitarra eléctrica y coros
- Ian Hill: bajo
- Dave Holland: batería